# Zhang Jun (Leichtathlet, 1998)
Zhang Jun (chinesisch 张,俊; * 20. Juli 1998 in Qujing) ist ein chinesischer Geher. 2023 siegte er über 20 km bei den Asienspielen in Hangzhou.

## Sportliche Laufbahn
Zhang Jun bestritt 2014 seine ersten Gehwettkämpfe gegen die nationale Konkurrenz. 2015 nahm er an den U18-Weltmeisterschaften in Cali über 10.000 Meter teil und konnte nach 42:33,68 min die Silbermedaille gewinnen. 2016 gewann er den Juniorenwettkampf über 10 km im Rahmen der Geher-Team-Weltmeisterschaften in Rom. 2017 bestritt er seine ersten Wettkämpfe über die 20-km-Distanz und stellte im April mit 1:24:11 h seine erste Bestzeit auf. Ein Jahr darauf trat er zum ersten Mal bei den Chinesischen Meisterschaften der Erwachsenen an und wurde in 1:23:32 h Siebter. 2019 trat Zhang Im März bei den Asiatischen Geher-Meisterschaften im japanischen Nomi an und belegte mit Bestzeit von 1:20:17 den sechsten Platz. Im Juli startete er zur Universiade in Neapel und erreichte auch dort als Sechster das Ziel. Nachdem er 2020 den fünften Platz bei den Chinesischen Meisterschaften belegt hatte, gewann er im Jahr darauf mit Bestzeit von 1:17:39 h die Bronzemedaille. Damit qualifizierte er sich für die Olympischen Sommerspiele in Tokio, bei denen er die Geh- und Marathonwettbewerbe aufgrund der klimatischen Bedingungen, nach Sapporo verlegt wurden. Anfang August ging er dort an den Start und erreichte, hinter seinem Landsmann Wang Kaihua, als Achter das Ziel.
2022 nahm er in den USA zum ersten Mal an den Weltmeisterschaften teil. Er beendete den Wettkampf über 20 km auf dem 24. Platz. 2023 trat er in Budapest erneut bei den Weltmeisterschaften an. Über 20 km belegte er dort den 29. Platz.

## Wichtige Wettbewerbe
| Jahr                            | Veranstaltung                   | Ort                             | Platz                           | Disziplin                       | Weite                           |
| Startet für Volksrepublik China | Startet für Volksrepublik China | Startet für Volksrepublik China | Startet für Volksrepublik China | Startet für Volksrepublik China | Startet für Volksrepublik China |
| ------------------------------- | ------------------------------- | ------------------------------- | ------------------------------- | ------------------------------- | ------------------------------- |
| 2015                            | U18-Weltmeisterschaften         | Cali                            | 2.                              | 10.000 m Bahngehen              | 42:33,68 min                    |
| 2019                            | Universiade                     | Neapel                          | 6.                              | 20 km Gehen                     | 1:24:00 h                       |
| 2021                            | Olympische Sommerspiele         | Tokio                           | 8.                              | 20 km Gehen                     | 1:22:16 h                       |
| 2022                            | Weltmeisterschaften             | Eugene                          | 24.                             | 20 km Gehen                     | 1:24:35 h                       |
| 2023                            | Weltmeisterschaften             | Budapest                        | 29.                             | 20 km Gehen                     | 1:23:13 h                       |
| 2023                            | Asienspiele                     | Hangzhou                        | 1.                              | 20 km Gehen                     | 1:23:00 h                       |

## Persönliche Bestleistungen
Freiluft
- 10-km-Bahnengehen: 40:20,57 min, 26. Mai 2018, Turin
- 10-km-Gehen: 38:18 min, 15. Dezember 2020, Wuzhong
- 20-km-Gehen: 1:17:38 h, 8. April 2023, Taicang
- 35-km-Gehen: 2:45:54 h, 23. April 2022, Dudince